# Nukemap
Nukemap («ядерна мапа», стилізовано великими літерами) — інтерактивна мапа, що використовує API Mapbox та розсекречені дані про вплив ядерної зброї.   
Сервіс дозволяє користувачам змоделювати вибух ядерної зброї практично в будь-якій місцевості та висоті, врахувавши напрямок та силу вітру. Після «детонації» показує зони ураження на мапі. Один зі сценаріїв сайту, Nukemap3D, дозволяв побачити грубі моделі грибоподібних хмар у 3D, масштабовані до відповідних розмірів місцевості. Цей сценарій більше не працює, оскільки Google припинив підтримку плагіна Google Earth. 

## Історія
Перша версія була створена Алексом Веллерстайном, істориком науки з Технологічного інституту Стівенса в лютому 2012 року. Спочатку сайт використовувався як навчальний інструмент для ілюстрації різкої різниці в масштабах руйнувань між ядерними та термоядерними бомбами. 
Сайт набув популярності у 2013 році, що потребувало переходу на нові, більш потужні сервери, та зумовило значне оновлення мапи в липні 2013 року. 
У 2014 році Nukemap стала фіналістом конкурсу візуалізації від Національного наукового фонду. 
Розробка Веллерстайна отримала певну популярність серед ядерних стратегів, як інструмент для швидкого розрахунку кількості руйнувань від обмінів ядерними боєголовками із відкритим вихідним кодом.

## Статистика
Станом на 2012 рік, понад три мільйони користувачів разом підірвали приблизно 30 мільйонів віртуальних ядерних боєголовок.
Станом на вересень 2022 року, на сайті було «здетоновано» понад 277 мільйонів ядерних бомб, в середньому на одного користувача сайту припадає п’ять «здетонованих» ядерних бомб.

## Застосування
У 2018 році, за допомогою Nukemap, американське видання Defence One проаналізувало наслідки можливої ядерної атаки на Гаваї, а фахівці видання The National Interest оцінили можливі наслідки ядерного удару КНДР по токійській агломерації.